# پابلو اسکوبار
پابلو امیلیو اسکوبار گاویریا (اسپانیایی: Pablo Emilio Escobar Gaviria‎؛ ۱ دسامبر ۱۹۴۹ – ۲ دسامبر ۱۹۹۳) قاچاقچی و تروریست مواد مخدر و سیاستمدار کلمبیایی بود که به‌عنوان بنیان‌گذار کارتل مدئین شناخته می‌شود. اسکوبار که «پادشاه کوکائین» لقب داشت، یکی از ثروتمندترین جنایت‌کاران تاریخ بود. با اینکه کارتل مواد مخدر او در دههٔ ۱۹۸۰ و اوایل دههٔ ۱۹۹۰ به تجارت کوکائین در ایالات متحده اختصاص داشت، تا زمان مرگش دارایی خالص او به ۳۰ میلیارد دلار (برابر ۷۰ میلیارد دلار در سال ۲۰۲۲) رسید.

## آغاز زندگی
پابلو امیلیو اسکوبار گاویریا در ۱ دسامبر ۱۹۴۹ در ریونگرو، واقع در انتیوکیا کلمبیا زاده شد. او سومین فرزند از هفت فرزند کشاورزی به نام آبل دی خسوس داری اسکوبار اچوری (۱۹۱۰–۲۰۰۱) (به اسپانیایی: Abel de Jesús Dari Escobar Echeverri)بود. مادر او نیز معلمی به نام همیلدا دی لوس دلوریس گاویریا بریو (به اسپانیایی: Hemilda de los Dolores Gaviria Berrío)(درگذشت ۲۰۰۶) بود.
اسکوبار در شهر مدئین بزرگ شد. بر پایه گفته‌ها او خلافکاری را در دوران نوجوانی با دزدیدن سنگ قبر و فروختن آنها به قاچاقچیان محلی آغاز کرد. طبق گفته‌های سباستیان ماروکین، پسر اسکوبار، اولین اعمال مجرمانه پدرش با فروش مدرک جعلی دیپلم دبیرستان آغاز شد. وی به کمک همین مدارک وارد دانشگاه اتنوما لاتینا امریکانا مدئین شد و مدت کوتاهی در دانشگاه مشغول تحصیل شد اما پیش از دریافت مدرک آن را ترک کرد.
اسکوبار به کمک دوستش، اسکار آگوئرو، درگیر بسیاری از جرائم شد که از بین آن‌ها می‌توان کلاهبرداری، فروش سیگار، بلیط بخت‌آزمایی جعلی، و سرقت خودرو اشاره کرد. در اوایل دهه ۱۹۷۰ یعنی اندکی پیش از ورود به عرصه مواد مخدر، اسکوبار به واسطه دزدی و آدم‌ربایی درآمدی ۱۰۰٬۰۰۰ دلاری داشت.

## مواد مخدر
کار پابلو، تجارت کوکائین کلمبیا به آمریکا و اروپا بود. ولی با اشتغال برای مردم و ساخت خانه برای آنها و تأسیس کارخانه‌ها و تفریحات و سرگرمی‌ها و ورزش برای مردم به‌ویژه در شهر زادگاهش مدلین یک چهره محبوب بود. او مانند رابین هود به مردم پول اهدا می‌کرد و از آن زمان به شدت تا کنون مورد احترام مردم کلمبیا به‌خصوص شهر مدلین است. وی رئیس باشگاه فوتبال اتلتیکو ناسیونال بود. پابلو اسکوبار علاوه بر تجارت کوکائین که با محبوبیت و رشوه و قتل همراه بود (مانند چه گوارا در آمریکای لاتین) علاقه سیاسی و منش سوسیالیستی هم داشت. او آرزوی رئیس‌جمهور کلمبیا شدن را داشت. حتی در انتخابات به دلیل محبوبیت مردمی به نمایندگی مجلس کنگره کلمبیا هم رسید. پول فراوان و منش سوسیالیستی و ورود به سیاست آن‌هم در کشور کلمبیا که حیاط خلوت آمریکا بود، برایش دردسرساز شد. تلاش‌های پابلو برای رسیدن به مقامات بالای سیاست کلمبیا و روحیه ضدآمریکایی او باعث خونریزی‌های فراوان شد و ترورهای فراوان سیاسی و قضات و پلیس را به‌دنبال داشت. ترور کاندیدای ریاست جمهوری و انفجار هواپیمای‌ها کاندیداها از جملهٔ آن‌ها هستند.
این قاچاقچی مواد مخدر در زمان خود به قدری قدرتمند بود که آمریکا از او به‌عنوان یکی از مهم‌ترین دشمنانش یاد می‌کرد. آمریکا با فشار بر دولت کلمبیا و همکاری با پلیس کلمبیا و اتحاد با گروه‌های تبهکار کلمبیایی لوس پپس و باند رقیب قاچاق کوکایین شهر کالی، عرصه را بر اسکوبار تنگ کرد. او دیگر نمی‌توانست ثروت خود را در بانک‌های دولت نگهداری کند و افرادش هم کشته و تلفات سنگین می‌داد و دائم در جنگ گریز با دشمنانش بود. او به دلیل محبوبیت مردمی و قدرت خود توانست با «قانون استرداد» با آمریکا مقابله کند و طی تفاهم با دولت در زندان مجلل خودساخته کاتدرال درون کشور کلمبیا زندانی باشد، که البته از آنجا هم به فعالیت‌های پولساز تجارت کوکائین و رفتارهای جاه‌طلبانه سیاسی ضدآمریکایی ادامه می‌داد. دولت آمریکا با فشار بر دولت کلمبیا قصد حمله و دستگیری و مرگ او را داشت که پابلو با دانستن آن از زندان فرار کرده و در شهر زادگاه خود مدلین بین مردم با مأموران اداره مبارزه با مواد مخدر آمریکا و پلیس کلمبیا و گروهای مخالفش درگیری‌ها را ادامه داد.
نهایتاً با متلاشی شدن باند او و کشته شدن افرادش، اسکوبار در سال ۱۹۹۳ در کلمبیا به‌دست پلیس و ارتش کلمبیا در یک درگیری کشته شد. تنها پسر او در سال ۲۰۰۹ در مصاحبه‌ای با دیلی تلگراف گفت که یک بار پدرش هنگام فرار به همراه اعضای خانواده حدود دو میلیون دلار اسکناس را آتش زد تا با آن‌ها گرم شویم و غذا بپزیم.

## ثروت

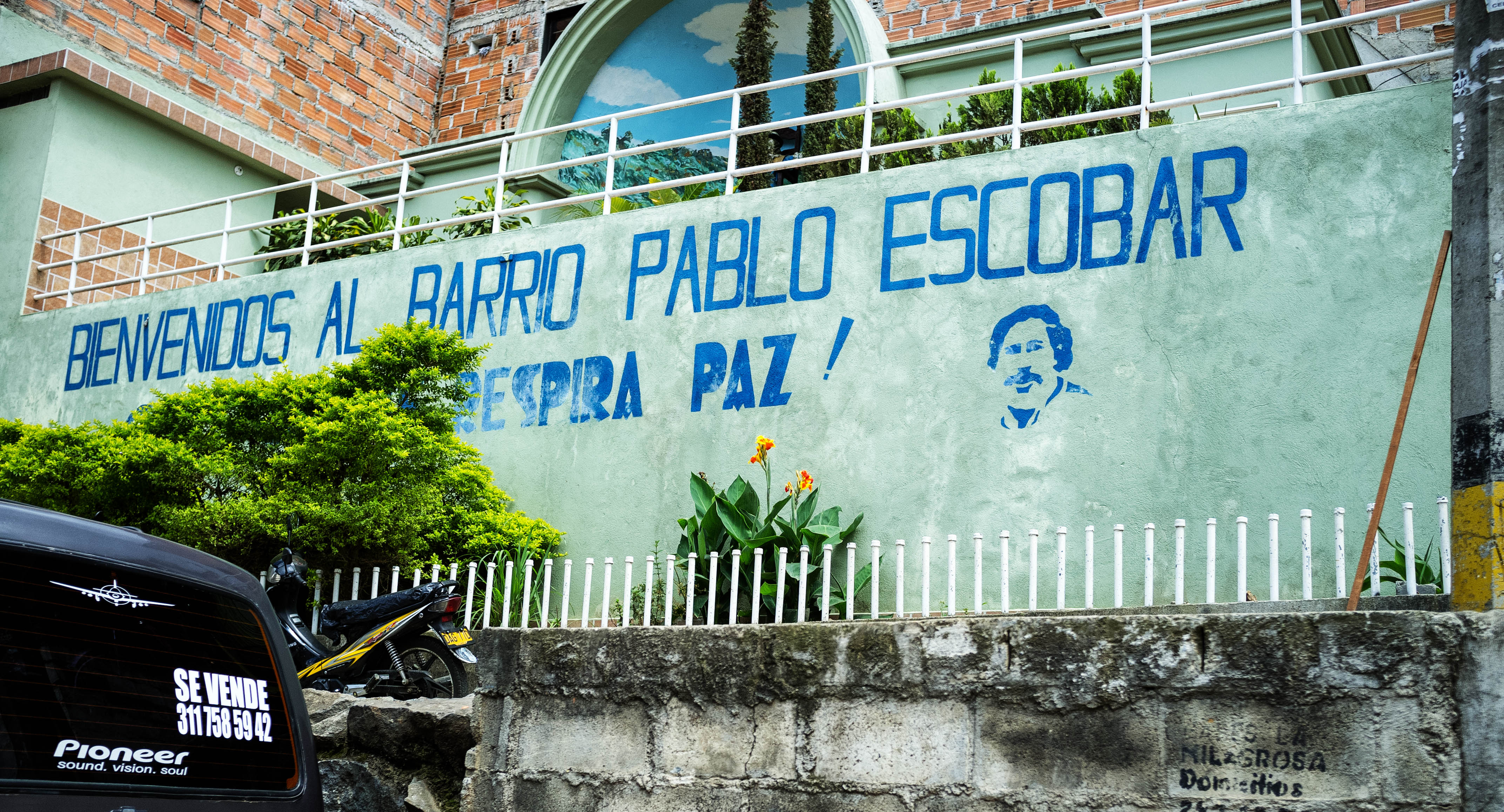
دیوار نقاشی شده در محله پابلو اسکوبار، مدلین، کلمبیا.

به گفته روبرتو اسکوبار برادر و حسابدار شخصی پابلو، وی در اوج قدرتش هفته‌ای صد میلیون دلار درآمد داشت و ثروت او به قدری عظیم بود که صندوق‌های پول نقد را در مزارع کشاورزی، انبارهای مخروبه و بین دیوار خانه‌های اعضای شبکهٔ خود پنهان می‌کرد و هر سال حدود ۱۰ درصد این پول‌ها به دلیل جویدن موش‌ها یا نفوذ آب از بین می‌رفتند. سال ۱۹۸۹ نشریه فوربس وی را به‌عنوان هفتمین مرد ثروتمند جهان معرفی کرد. ثروت او بر اساس اخبار این نشریه چیزی نزدیک به ۳۵ میلیارد دلار برآورد شد. کارتل او بخش بزرگی از قاچاق مواد به آمریکا، مکزیک، پورتوریکو، جمهوری دومینیکن و سایر نقاط قاره را زیر سیطره خود داشت و کنترل بیش از ۸۰ درصد قاچاق کوکائین در جهان نیز برعهده اسکوبار بود. با این حال این قاچاقچی شاید به خاطر تجربه گذشته از زندگی در فقر و تنگدستی، دوستدار فقرا بود و به مردم تنگدست کمک می‌کرد؛ برای همین در کلمبیا گروهی به او لقب رابین هود داده بودند.

## خونریزی
اسکوبار در ادامه راه خود برای پیشتازی در قاچاق مواد مخدر، کلمبیا را به پایتخت قتل در جهان تبدیل کرد و بیش از ۷ هزار قتل سازماندهی شده سال ۱۹۹۱ توسط مافیای او انجام گرفت. وی حتی در این راه به بیش از ۶۰۰ جوان فقیر پاداش‌های زیادی برای کشتن و کنار زدن افسران پلیس پرداخت کرد. ماجرای اسکوبار پس از ترور «لوئیز کارلوس گالان» که نامزد ریاست جمهوری کلمبیا بود برای دولت این کشور جدی شد و آنها سعی کردند به نوعی او و کارتلش را تحت کنترل قرار دهند. در اولین مرحله دولت شروع به مذاکره با اسکوبار کرد و به او پیشنهاد داد دست از اعمال مجرمانه بکشد و تسلیم شود در عوض در محکومیت و دوران زندان هم دولت برای او امتیازاتی قائل خواهد شد.
قاچاقچی بزرگ پس از تصویب قانونی که به دولت اجازه می‌داد برای ایجاد آرامش با مجرمانی مثل او صلح کند تصمیم گرفت خود را تسلیم کند. بعد از تسلیم او بحث زیادی دربارهٔ این قانون به راه افتاد و عده‌ای معتقد بودند که اسکوبار با نفوذ خود باعث تصویب این قانون شده است. این گمانه چندان هم دور از واقع نبود. چرا که زندان اسکوبار یک خانه باشکوه با کلیه امکانات بود که تنها تحت نظر دولت و نیروهای امنیتی قرار داشت. عجیب آنکه اسکوبار از همین خانه اعمال مجرمانه و کارتل خود را مدیریت می‌کرد. دولت که متوجه موضوع شده بود تصمیم گرفت او را به زندانی دیگر منتقل کند و در ادامه به آمریکا تحویل دهد. سلطان کوکائین با فهمیدن توطئه دولت برنامه‌ای برای فرار از زندان طرح‌ریزی کرد و از دست نیروهای امنیتی فرار کرد.

## مرگ

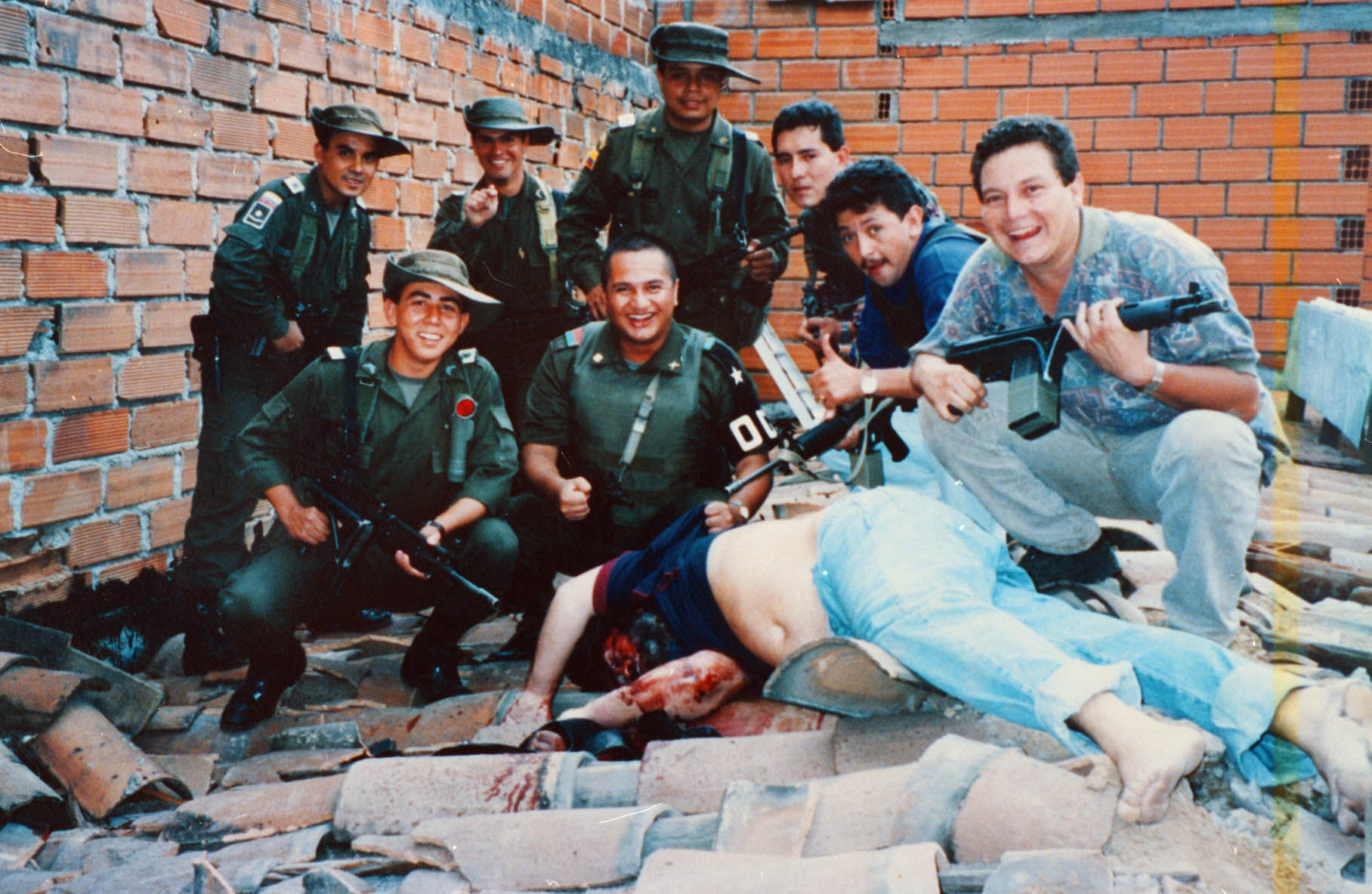
سرهنگ مارتینز و افرادش بالای سر جنازه پابلو اسکوبار در روز دوم دسامبر ۱۹۹۳. عملیات ۱۵ ماهه جستجوی اسکوبار پنجاه میلیون دلار هزینه داشت و با همکاری فرماندهی عملیات‌های ویژه مشترک ارتش آمریکا، اداره مبارزه با مواد مخدر آمریکا، پلیس کلمبیا و گروه تبهکار لوس پپس انجام شد.

درحالی‌که دولت در دستگیری دوباره اسکوبار به در بسته خورده بود و او نیز خیابان‌های شهر را به صحنه انتقام‌گیری تبدیل کرده بود در سال ۱۹۹۲ نیروهای ویژه ارتش کلمبیا مأمور شدند برای به دام انداختن یا ترور او آموزش ویژه ببینند و عملیات یافتن او را با جستجوی خانه به خانه آغاز کنند. او محلی پرجمعیت و شلوغ در ساختمان‌های حومه مدلین را که خودش ساخته بود برای زندگی انتخاب کرد تا جست‌وجوی او مشکل شود. اما نیروهای ارتش با تقسیم منطقه به مثلث‌های کوچک و با استفاده از فناوری رادیویی به جست‌وجوی وی پرداختند. سرانجام پس از درگیری و کشمکش‌های فراوان در ۲ دسامبر ۱۹۹۳ جنگ علیه اسکوبار به پایان رسید؛ در آن روز محل دقیق او توسط ستوان مارتینز به وسیله رصد ارتباطات رادیویی که اسکوبار با همسر و خانواده‌اش داشت شناسایی شد و نیروهای ارتش منطقه به سمت او و محافظش شلیک کردند. آن دو به سمت پشت بام گریختند و با دویدن روی آن سعی کردند خودشان را به خیابان پشتی برسانند. اما هر دو آنها با شلیک مأموران پلیس کلمبیا از پا درآمدند. این سؤال که چه کس یا کسانی دستور شلیک نهایی و قتل اسکوبار را دادند همچنان برای مردم این کشور بی پاسخ مانده است.

## فیلم‌هایی بر اساس زندگی پابلو اسکوبار
- فیلم اسکوبار: بهشت گمشده با بازی بنیسیو دل تورو در نقش پابلو اسکوبار و جاش هاچرسون بر اساس داستان زندگی او ساخته شده است.
- دو فصل اول سریال نارکُوها ساخته نت‌فلیکس با موضوع زندگی پابلو اسکوبار که به نقل از یک مأمور آمریکایی ساخته شده است.
- ال پادرون دل مال (El padrón سریال پابلو اسکوبار، سلطان مواد در کلمبیا ساخته شد.
- فیلم عشق پابلو با بازی خاویر باردم و پنلوپه کروز.
- فیلم ساخت آمریکا با بازی تام کروز.
- فیلم کوکائین با بازی جانی دپ و پنلوپه کروز.
- فیلم نفوذی با بازی برایان کرانستون